# La Vitela
La Vitela är en ort i Mexiko.   Den ligger i kommunen Pátzcuaro och delstaten Michoacán de Ocampo, i den södra delen av landet, 250 km väster om huvudstaden Mexico City. La Vitela ligger 2 329 meter över havet och antalet invånare är 235.
Terrängen runt La Vitela är huvudsakligen kuperad, men norrut är den platt. Runt La Vitela är det ganska tätbefolkat, med 179 invånare per kvadratkilometer. Närmaste större samhälle är Pátzcuaro, 5,5 km väster om La Vitela. I omgivningarna runt La Vitela växer huvudsakligen savannskog.